# Joya de Cerén
Joya de Cerén (čti choja de serén, španělsky Cerénský klenot) je významná archeologická lokolita ve Střední Americe. Nachází v salvadorském departementu La Libertad nedaleko od hlavního města San Salvador. Je jedinečným příkladem toho, jak vypadal všední život obyvatel Mezoameriky v předkolumbovském období.
Lokalita bývala malou trvale obývanou zemědělskou osadou mayské civilizace, byla jednou z nejjižnějších osad Mayů. První osídlení se datuje až do cca 900 let př. n. l. Joya de Cerén byla trvale obývána až do roku 250, kdy obyvatelstvo odešlo kvůli erupci sopky Ilopango. Mayové lokalitu znovu osídlili kolem roku 400. V pořadí už druhá přírodní pohroma zasáhla osadu kolem roku 595 v podobě erupce sopky Loma Caldera. Tehdy 5–7metrová vrstva popele zakryla celou osadu. Vzhledem k této události má Joya de Cerén přezdívku „Pompeje Ameriky“.   Existují domněnky, že obyvatelé stihli při erupci utéct, nenašly se zde žádné pozůstatky lidských těl, pouze keramika, potraviny a další předměty denního používání. Odkryty zatím byly např. kuchyně, obytné místnosti, obřadní prostory  nebo políčka kakaovníku, kukuřice či fazolí.  
Joya de Cerén byl objeven v roce 1976 během zemních prací a zapsán do seznamu světového kulturního dědictví UNESCO v roce 1993.